# Dźwirzyno
Dźwirzyno (deutsch Kolberger Deep) ist ein Dorf an der Ostseeküste bei Kołobrzeg (Kolberg) in der polnischen Woiwodschaft Westpommern. Es gehört zur Landgemeinde Kołobrzeg im Powiat Kołobrzeski.

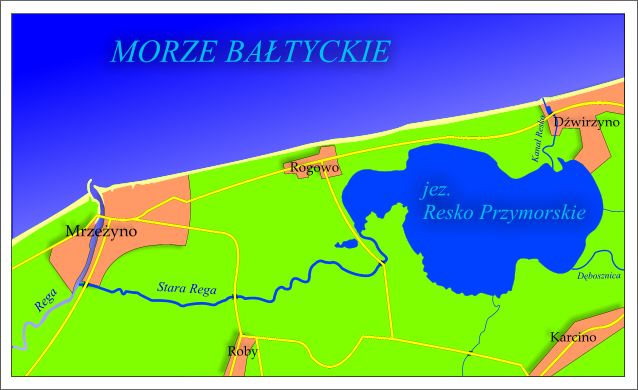
Dźwirzyno (Kolberger Deep), nordöstlich des Kamper Sees. Übrige gezeigte Ortschaften: Mrzeżyno (Treptower Deep), Roby (Robe), Rogowo und Karcino (Langenhagen)

## Geographische Lage
Dźwirzyno liegt hinter den Dünen des Ostseestrandes am Kamper See (polnisch Resko Przymorskie) in Hinterpommern zwischen Mrzeżyno (Treptower Deep) im Westen, Kolberg im Osten und Głowaczewo (Papenhagen) im Süden. Kolberg ist zehn Kilometer entfernt, Papenhagen drei Kilometer.

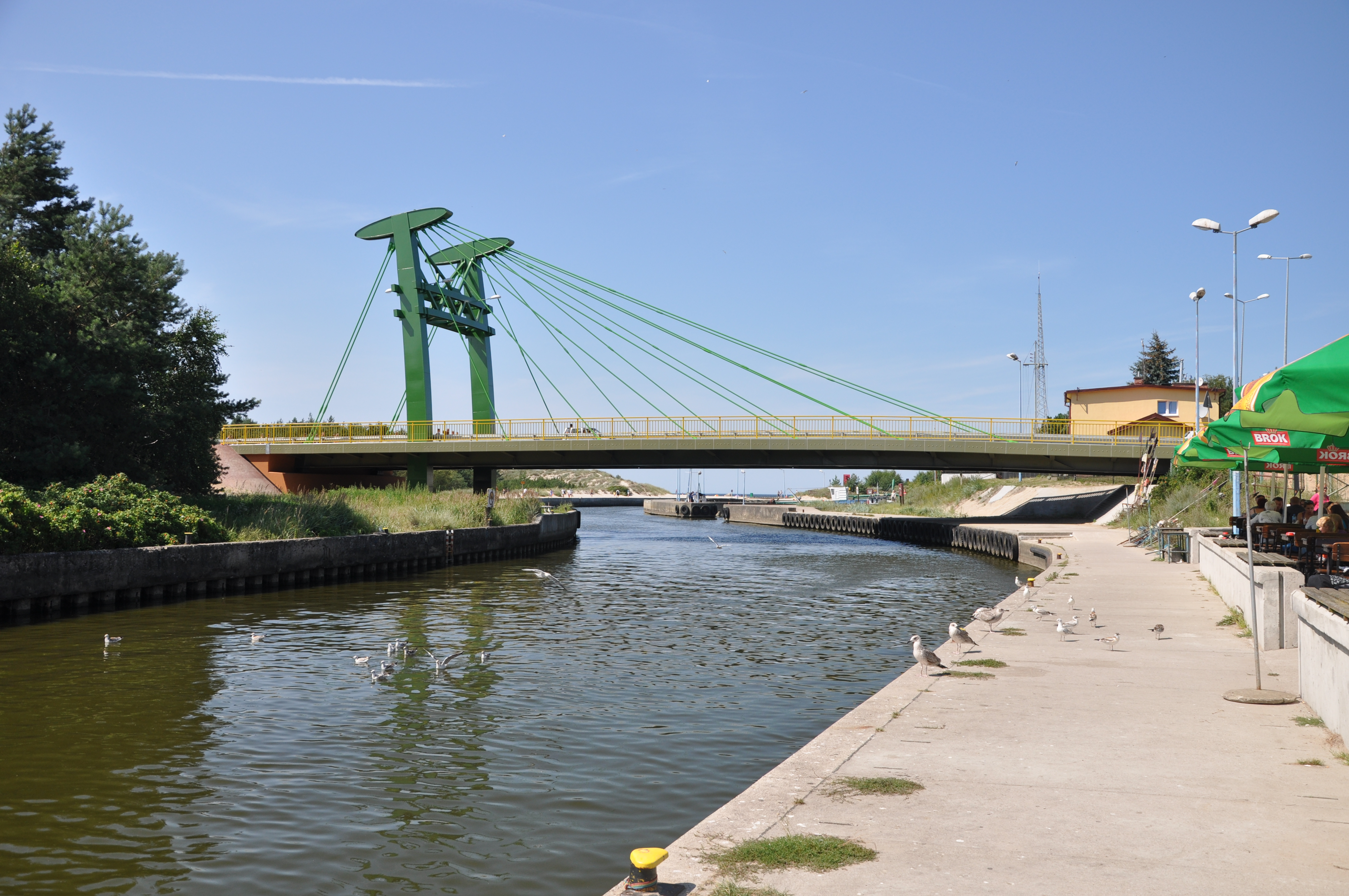
Ausfluss der Alten Rega aus dem Kamper See, mit der Zugbrücke von Kolberger Deep

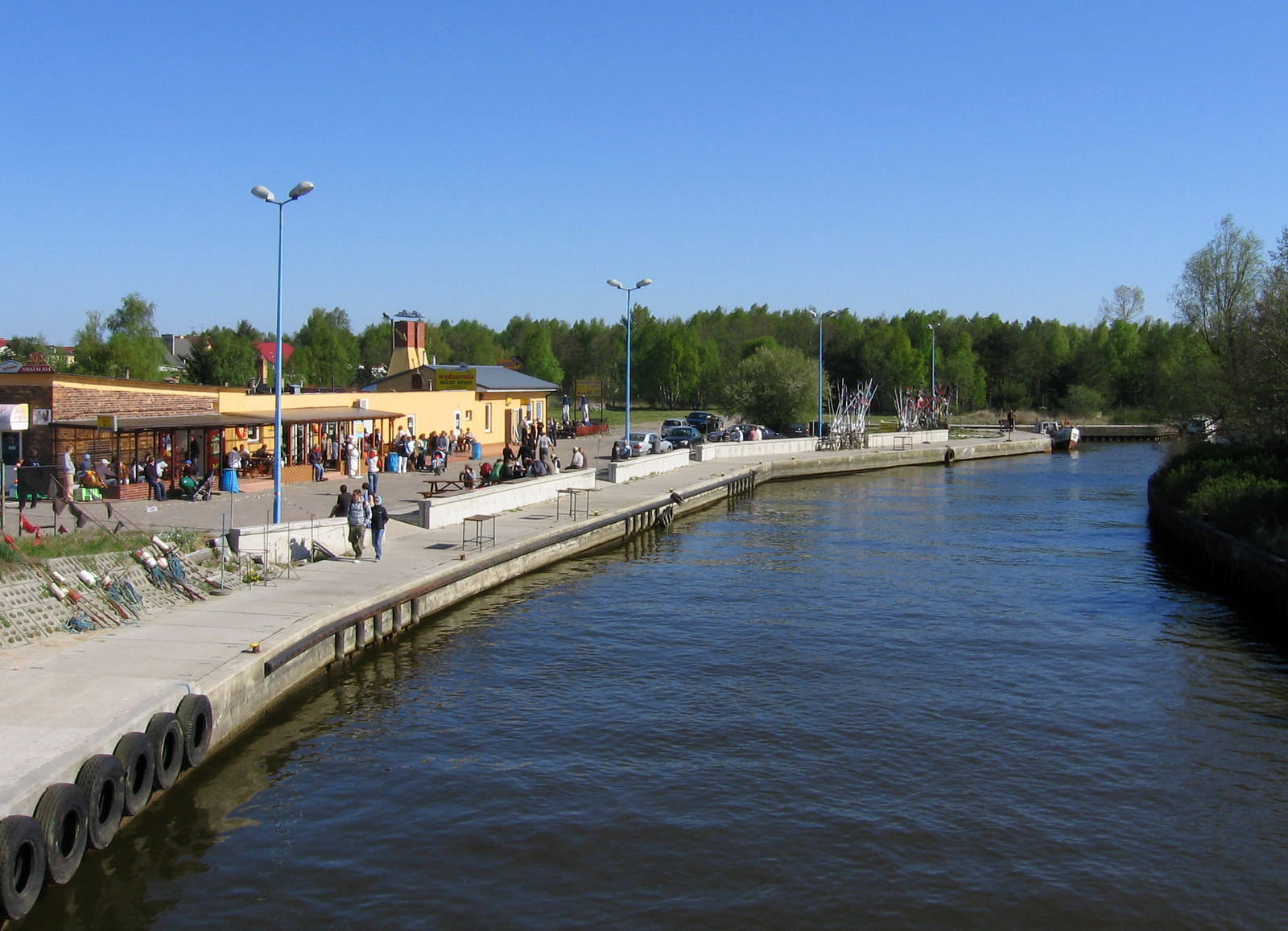
Östlicher Kai am alten Fischereihafen von Kolberger Deep

## Geschichte
Der Kamper See, an dem das kleine Fischer- und Bauerndorf liegt, ist  ein vier Kilometer langer und zweieinhalb Kilometer breiter Binnensee mit einem Abfluss zum Meer, der Fähre genannt wurde. Dieser Ausfluss war bis in die zweite Hälfte des 15. Jahrhunderts hinein die einzige Mündung der Rega. Hier befand sich bis zur Mitte des 15. Jahrhunderts der Seehafen Regamünde der Stadt Treptow an der Rega. 
Nachdem die Fahrrinne der Regamündung von Kolberger Bürgern durch Versenken von Schiffen für den Schiffsverkehr unbrauchbar gemacht worden war, erteilte Herzog Erich II. im Jahr 1464 der Stadt Treptow die Genehmigung, weiter westlich, bei Treptower Deep, einen neuen Seehafen zu bauen und zu diesem Zweck die Rega umleiten zu dürfen. Zwischen der Rega und dem neuen Hafen wurde ein Kanal ausgehoben; seitdem hat die Rega zwei Mündungsarme. 1499 vereinbarten der Stadtrat von Treptow und der Abt des Klosters Belbuck, Treptow und den fertiggestellten neuen Hafen über einen befestigten Landweg, den Hufendamm, miteinander zu verbinden. Der alte Seehafen von Kolberger Deep verlor an Bedeutung und versandete.
Im 18. Jahrhundert lebten die Einwohner von Kolberger Deep hauptsächlich vom Fischfang und vom Torfstechen. 1784 gab es am Ort 14 Fischer, neun Büdner, einen Schulmeister und 26 Feuerstellen (Haushalte). Um das Jahr 1864 gab es in Deep einschließlich des Schulgebäudes 29 Wohnhäuser, in denen in 32 Familien mit rund 200 Personen lebten. Das Dorf war in der Kirche zu Langenhagen eingepfarrt.
Das Dorf war schon vor einem Jahrhundert als Badeort bekannt und verfügt noch heute über einige Hotels und Pensionen. Während der Sommermonate logierten dort jährlich regelmäßig etwa 500 angereiste Badegäste.
1907 wurde in Kolberger Deep die sogenannte Schill-Eiche gepflanzt. Sie sollte an die geglückte Flucht Ferdinand von Schills während der Belagerung Kolbergs 1807 durch die Franzosen erinnern, als Schill an der Fähre trotz einer schweren Verwundung die Flucht gelang.
Im Frühjahr 1945 wurde die Region von der Roten Armee besetzt und anschließend unter polnische Verwaltung gestellt. Die deutsche Bevölkerung wurde vertrieben.

### Entwicklung der Einwohnerzahl
- 1820: 123[3]
- 1864: 198[2]
- 1910: 210[4]
- 1924: 300[5]
- 2009: ca. 700